# Ксенија Маринковић
Ксенија Маринковић (18. април 1966) је хрватска филмска, телевизијска и позоришна глумица. Добитница је Златне арене за најбољу глумицу, 2016. године и Златне арене за најбољу споредну женску улогу, 2010. године.

## Лични живот
Рођена је 18. априла 1966. у Вировитици, где је завршила средњу школу. Са осам година ушла је у Академију драмске уметности у Загребу, била је укључена у градско драмско позориште као аматерска глумица. Као студент академије почела је сарађивати са драмским позориштем. Након што је дипломирала, провела је годину дана са Позориштем у гостима, а запослена је у загребачком позоришту од 1989. где је играла у својим најважнијим улогама. Глумила је у разним филмовима.

## Филмографија
| Год.     | Назив                      | Улога                       |
| -------- | -------------------------- | --------------------------- |
| 1980-те  |                            |                             |
| 1989.    | Крвопијци                  | Барбара                     |
| 1990-те  |                            |                             |
| 1993.    | Док нико не гледа          |                             |
| 1994.    | Сваки пут кад се растајемо | Управитељ                   |
| 1995.    | Ноћ за слушање             |                             |
| 1996.    | Препознавање               |                             |
| 1997.    | Пушка за успављивање       |                             |
| 1997.    | Руско месо                 |                             |
| 1998.    | Три мушкарца Мелите Жгањер |                             |
| 1999.    | Црвена прашина             |                             |
| 2000-те  |                            |                             |
| 2000.    | Небеско тело               |                             |
| 2001.    | Краљица ноћи               | Љубица (као Ксенија Угрина) |
| 2004.    | 100 минута славе           |                             |
| 2004.    | Секс, пиће и крвопролиће   | Валерија                    |
| 2005.    | Наша мала клинка           |                             |
| 2005.    | Битанге и принцезе         | Унука 4 еп. 2005            |
| 2005.    | Лопови прве класе          |                             |
| 2005.    | Снивај, злато моје         | Тета Надица                 |
| 2005—6.  | Бумеранг                   | Софија                      |
| 2006—13. | Одмори се, заслужио си     | Мелита Бајс                 |
| 2007.    | Пјевајте нешто љубавно     |                             |
| 2008.    | Хортон                     |                             |
| 2008.    | Хитна 94                   |                             |
| 2009.    | Метастазе                  |                             |
| 2010-те  |                            |                             |
| 2012.    | Људождер вегетаријанац     |                             |
| 2012.    | Хивес                      |                             |
| 2013.    | Почивали у миру            | Дијана Марић 2 еп. 2013     |
| 2015.    | Луд, збуњен, нормалан      | Ружа                        |
| 2016.    | Устав Републике Хрватске   | Маја Самарџић               |
| 2020-те  |                            |                             |
| 2021.    | Небеса                     | Нада                        |

## Синхронизацијске улоге
| Година синх. | Цртани филм         | Улога |
| ------------ | ------------------- | ----- |
| 2000-те      |                     |       |
| 2008.        | 101 далматинац      |       |
| 2008.        | Муња                |       |
| 2010-те      |                     |       |
| 2010.        | Прича о играчкама 3 |       |